# 7-я пехотная дивизия (США)
7-я пехотная дивизия — дивизия армии США, созданная в 1917 году. Большую часть своей истории дислоцировалась в Форт-Орд, Калифорния. Части дивизии принимали участие в Первой мировой войне, однако она более известна как участник боевых действий на Тихоокеанском театре военных действий во Второй мировой войне, в частности в боях на Алеутских островах, острове Лейте и Окинаве.
После капитуляции Японии в 1945 году, дивизия была расквартирована в Японии и Корее. После начала войны в Корее дивизия одна из первых вступила в боевые действия. Участвовала в высадке в Инчхоне и наступлении на север до контратаки китайских войск.
После завершения корейской кампании, дивизия была возвращена в США. В конце 1980-х годов участвовала в операции «Золотой фазан» в Никарагуа, а также во вторжении американских войск в Панаму.
В начале 1990-х годов оказывала поддержку гражданским властям в ходе рейдов в борьбе с наркотиками. В 1992 году участвовала в подавлении бунта в Лос-Анджелесе.
Последней задачей дивизии была подготовка кадров для армии Национальной гвардии США. В августе 2006 года дивизия была расформирована.
26 апреля 2012 года министерство обороны объявило, что штаб 7-й пехотной дивизии будет восстановлен в качестве административной единицы. Это было сделано 10 октября 2012 года на объединённой базе Льюис — Маккорд. 23 декабря 2014 года было объявлено, что штаб будет реорганизован в развёртываемое подразделение в ответ на растущие требования к «легкодоступным высокоуровневым руководящим кадрам из штабов дивизий».

## История

### Первая мировая война
7-я дивизия впервые была сформирована 6 декабря 1917 года в Кемп Уилер, Джорджия. Месяц спустя её начали готовить к переброске в Европу как часть экспедиционных сил США. В состав дивизии были включены 13 и 14 пехотная бригады. Большая часть сил дивизии была доставлена в Европу на лайнере «Левиафан».
В октябре 1918 года части дивизии подверглись химической атаке в ходе боёв под Сен-Миелем. Дивизия продвинулась до Прени вблизи реки Мозель и выбила немецкие войска из этой области.
В ноябре 7-я дивизия вошла в состав 2-й армии для наступления на линию Гинденбурга. Наступление не состоялось, так как 11 ноября 1918 года было заключено перемирие.
За 33 дня, проведённых на фронте, дивизия потеряла 1709 человек, из них 204 убитыми и 1505 ранеными. Также дивизия была награждена вымпелом за кампанию в Лотарингии. Постепенно дивизия была выведена обратно в США и в 1919 году расформирована в Форт-Мид, Мэриленд.

### Вторая мировая война
1 июля 1940 года дивизия была вновь сформирована в Форт Орд, Калифорния, под командованием генерала Стилвелла. В состав дивизии вошли три пехотных полка: 17-й, 32-й и 53-й. Также дивизии были приданы четыре батальона полевой артиллерии, рота связи, рота снабжения, инженерный и медицинский батальоны, отделение контрразведки.
Дивизия вошла в состав 3-го корпуса 4-й армии. После нападения Японии на Пёрл-Харбор, дивизия была переведена в Сан-Хосе, Калифорния, для защиты тихоокеанского побережья.
9 апреля 1942 года дивизия была формально преобразована в моторизованную. Тремя месяцами позже в пустыне Мохаве её начали готовить к боевым действиям в Африке.
1 января 1943 года дивизия вновь была переформирована в пехотную. В частях осталась только лёгкая пехота. Дивизия начала подготовку к действиям на тихоокеанском ТВД под руководством генерала Смита.

#### Алеутские острова
11 мая 1943 года части дивизии высадились на острове Атту, который был западным форпостом Японии на Алеутских островах. Не встретив, первоначально, сопротивления, на второй день дивизия подверглась контратаке японских войск. Наиболее упорными были бои в бухте Чичагова. 29 мая японские войска предприняли самоубийственную атаку и были разбиты. В ходе первых боёв Второй мировой войны дивизия потеряла 600 человек убитыми. Было уничтожено более двух тысяч японских солдат, ещё 28 были взяты в плен.
Затем дивизия участвовала в операции «Коттедж» с целью выбить японцев с острова Кыска. Однако, высадив десант, американцы нашли только брошенные укрепления. Пятитысячный японский гарнизон, под прикрытием тумана, в ночь на 28 июля покинул остров.

#### Маршалловы острова
После завершения боёв, дивизию перебросили на Гавайи. После подготовки, дивизия была придана командованию корпуса морской пехоты. 30 января 1944 года дивизия, совместно с 4-й дивизией морской пехоты, высадилась на атолле Кваджалейн. К 4 февраля острова атолла были освобождены от японцев. Дивизия потеряла 176 человек убитыми и 767 ранеными. Отдельные части дивизии 18 февраля 1944 года участвовали в операции по захвату атолла Эниветок. Эта операция была проведена на несколько месяцев раньше запланированного ввиду быстрого разгрома японских сил на Кваджалейн. После недели боёв, острова полностью перешли под контроль армии США. Дивизия была вновь возвращена на Гавайи. В июне 1944 года дивизию посетили генерал Дуглас Макартур и президент Франклин Рузвельт. В сентябре дивизия разбила японские войска на островах Яп и присоединилась к кампании на Филиппинских островах.

#### Лейте

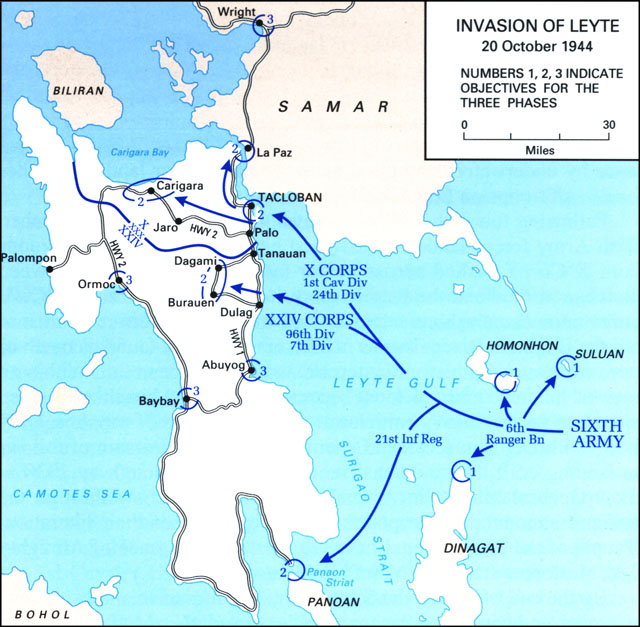
Вторжение на остров Лейте, октябрь 1944.

11 октября дивизия в составе 6-й армии была направлена на остров Лейте. Встретив лёгкое сопротивление, 20 октября 1944 года части дивизии высадились в Дулаге. Потерпев поражение на море, 26 октября японцы начали масштабное, но плохо скоординированное, контрнаступление. После тяжёлых боёв американские войска обеспечили безопасность аэродромов, а 17-й пехотный полк продвинулся на север и взял Дагами, понеся большие потери в ходе боёв в джунглях. К 25 ноябрю части дивизии вышли на западное побережье острова и атаковали Ормок. Город был взят 31 декабря 1944 года. Бои на острове Лейте продолжались до февраля 1945 года. Позже дивизия была отведена для подготовки к высадке на острова Рюкю.

#### Окинава
1 апреля 1945 года началась битва за Окинаву. 7-я дивизия участвовала в первой волне высадки десанта вместе с 96-й пехотной дивизией, 1-й и 6-й дивизиями морской пехоты. 7-я дивизия в первый же день пересекла остров с запада на восток и захватила аэродром в Кадене. Затем части продвинулись к югу, куда японцы перебросили 90 танков и большую часть своей артиллерии. Бои на холмах длились 51 день и осложнялись погодными условиями и рельефом местности. Столкнуться пришлось и с хитростями японцев, которые применяли различные ловушки, использовали снайперов и малочисленные засады для того, чтобы сдержать наступление американцев.
Бои на острове продолжались до 21 июня 1945 года. В ходе операции, силами 7-й дивизии было уничтожено от 25 до 28 тысяч японских солдат, ещё 4584 было взято в плен. Потери дивизии составили 2340 убитых и 6872 раненых.
После окончания боёв на Окинаве, дивизия начала подготовку к операции «Даунфол», которая впоследствии была отменена после бомбардировок Хиросимы и Нагасаки и капитуляции Японии.

#### Оккупация Японии
Через несколько дней после завершения войны, дивизия была переведена в Корею, где принимала капитуляцию у частей японской армии на континенте. Дивизия осталась в составе оккупационных сил. Из состава дивизии был выведен 148-й пехотный полк, который был переподчинён Национальной гвардии. Вместо него, в состав дивизии вошёл 31-й пехотный полк. До 1948 года части дивизии несли службу на 38-й параллели, а затем были переведены на Хонсю и Хоккайдо. В этот период численность вооружённых сил США значительно сокращалась. В конце Второй мировой войны в составе армии США было 89 дивизий, однако к 1950 году 7-я дивизия осталась одной из десяти действующих.

### Война в Корее
К моменту начала войны в Корее, в распоряжении командира дивизии генерал-майора Дэвида Барра было всего 9000 солдат — примерно половина от штатной численности военного времени. Для восполнения численности личного состава, дивизии было придано примерно 8600 плохо обученных корейских солдат. После получения подкреплений из США количество солдат достигло 25000. Кроме того, вместе с дивизией действовали три батальона эфиопских солдат, присланных императором Хайле Селассие как часть сил ООН.
Совместно с 1-й дивизией морской пехоты 7-я дивизия участвовала в Инчхонской десантной операции. Высадка началась 15 сентября 1950 года при поддержке 230 кораблей. Северокорейские солдаты были застигнуты врасплох. Дивизия высадилась следом за морскими пехотинцами, 18 сентября. Американские войска быстро выдвинулись к Сеулу и атаковали 20000 северокорейских солдат. К 26 сентября после серии боёв, Сеул был освобождён. Потери дивизии за время операции составили 106 убитых, 411 раненых и 57 пропавших без вести американских солдат, а также 43 убитых и 102 раненых корейских военнослужащих.
К середине октября войска КНДР были практически полностью уничтожены. Президент Трумэн отдал приказ как можно быстрее привести войну к завершению. 26 октября дивизия в составе 10-го корпуса высадилась на восточном побережье в Вонсане. Высадка задержалась из-за большого количества мин на подходах к порту, к моменту десантирования корпуса, порт уже был занят южнокорейскими частями. Дивизия продвинулась на север и вышла на границу с Маньчжурией на реке Ялуцзян. Быстрое продвижение привело к тому, что коммуникации растянулись. 31-й пехотный полк остался в резерве у Чосинского водохранилища, а 32-й и 17-й полки располагались северо-восточнее. Рядом также находился 1-й корпус южнокорейской армии.
25 ноября Китай объявил о начале боевых действий. Китайские войска перешли границу и атаковали американские и южнокорейские части. 10-й корпус был атакован силами 20-й, 26-й и 27-й армий (всего 12 дивизий). 7-я дивизия не могла сдержать наступление китайских войск. Три батальона 32-го пехотного полка были зажаты 80-й и 81-й пехотными дивизиями армии Китая и полностью разбиты в ходе битвы при Чосинском водохранилище. Погибло более 2000 солдат. 31-й полк также понёс тяжёлые потери, однако 17-й пехотный полк смог отойти к югу вдоль побережья. К моменту получения 10-м корпусом приказа об отступлении, 7-я дивизия потеряла 40 % личного состава. Рассеянные остатки дивизии в декабре 1950 года предприняли атаку на Хыннам. Эвакуация остатков солдат стоила ещё 100 жизней. В ходе этого отступления было потеряно 2657 человек убитыми и 354 ранеными.
На линию фронта дивизия вернулась в начале 1951 года. Части дивизии, во главе с понёсшим наименьшие потери 17-м пехотным полком, сдерживали китайское наступление на северо-западе. Впоследствии численность дивизии была восстановлена и она осуществила ряд операций, позволивших оттеснить северокорейцев и китайцев обратно к 38-й параллели. До июня 1951 года дивизия участвовала в боях за Хвачхон, взятие которого позволяло отрезать значительные силы противника.
В следующий раз дивизия была направлена на линию фронта в октябре 1951 года. Принимала участие в битве за Хартбрэйк Ридж, в ходе которой войска Китая и КНДР потерпели поражение. 23 февраля 1952 года дивизия была отведена в резерв и заменена на 25-ю пехотную дивизию. С июня 1952 по март 1953 года дивизия участвовала в затяжных боях за высоту 266, более известную как сражение при Олд Балди. Бои за холмы шли с переменным успехом. Параллельно велись переговоры о завершении боевых действий. К июлю 1953 года холмы удерживало пять батальонов 31-го и 17-го полков. Им противостояли превосходящие силы противника. В этой ситуации дивизия получила приказ оставить холмы как часть подготовки к перемирию, которым завершились основные боевые действия.
За время войны дивизия провела 850 дней в боях. Потери составили 15 126 человек: 3905 убитых и 10 858 раненых. В течение следующих нескольких лет дивизия продолжала нести службу на 38-й параллели в составе 8-й армии.
Тринадцать военнослужащих дивизии были награждены Медалью Почёта: рядовой 1 класса Чарльз Хейвард Баркер, подполковник Рэймонд Харви, сержант Эйнар Ингман, капрал Уильям Лайелл, полковник Джозеф Родригес, первый лейтенант Ричард Ши, капрал Дэниел Шуновер, рядовой 1 класса Джек Хансон, рядовой 1 класса Ральф Померой, полковник Эдвард Шовальтер, майор Бенджамин Уилсон, подполковник Дон Фейт, рядовой 1 класса Энтони Као’оханохано.

### Холодная война
С 1953 по 1971 год 7-я дивизия СВ США охраняла демилитаризованную зону. За это время она была полностью реорганизована. Штабная рота была развернута в 1-ю бригаду , 13-я пехотная бригада введена в состав 7-й дивизии СВ, как 2-я дивизионная бригада, а 14-я пехотная бригада — как 3-я бригада 7-й дивизии СВ. 2 апреля 1971 года штаб 7-й дивизии был переведен в гарнизон СВ США Форт-Льюис (штат Вашингтон), а кадры были расформированы.
В октябре 1974 года штаб 7-й дивизии СВ США был вновь переведен в предыдущее место дислокации — гарнизон СВ США Форт-Орд, где дивизия была вновь развернута до кадрового состава. Части и подразделения 7-й дивизии СВ не принимали участия в боевых действиях во Вьетнаме, так как дивизия вела постоянную подготовку к возможным конфликтам в Южной Америке. В 1985 году 7-я дивизия СВ США была реорганизована в первую легкую пехотную дивизию по новому плану формирования сухопутных дивизий США, став первым оперативным соединением подобного рода в составе СВ США. Части легкой пехоты дивизии (из состава 27-й и 9-й пехотных полков СВ) участвовали в операции «Золотой фазан» в Гондурасе. В 1989 году бригадная тактическая группа 7-й дивизии СВ участвовала во вторжении в Панаму (операция «Just Cause») совместно с бригадной тактической группой 82-й ВДД СВ. В ходе операции части 7-й дивизии высадились в провинции Колон и взяли под контроль военно-морскую базу Коко-Соло, аэропорт Френс Филд и Колон.
Подразделения и части 2-я бригады 7-й дивизии СВ участвовали в подавлении беспорядков в Лос-Анджелесе в 1992 году. Солдаты патрулировали улицы совместно с полицией и частями Национальной гвардии.
В 1993 году 7-я (легкая) дивизия СВ планировалась к расформированию в ходе реализации программы по сокращению вооружённых сил США после окончания Холодной войны. 1-я бригада 7-й дивизии была переведена в гарнизон СВ США Форт-Льюис и придана 2-й (тяжёлой) дивизии СВ. 2-я и 3-я бригады 7-й дивизии были расформированы. Штаб 7-й дивизии СВ был формально ликвидирован 16 июня 1994 года.
4 июня 1999 года 7-я (легкая) дивизия СВ вновь была введена в состав СВ США и развернута до кадрового состава в гарнизоне СВ США Форт Карсон, Колорадо на основе мотопехотных частей Национальной гвардии США . В её состав вошли: 39-я (пехотная) бригада Национальной гвардии Арканзаса, 41-я (пехотная) бригада Национальной гвардии Орегона и 45-я (пехотная) бригада Национальной гвардии Оклахомы. С 1999 г. 7-я дивизия СВ являлась учебным соединением для частей Национальной гвардии США, и подготовки её командного состава. Кроме того, каждое лето проводились учения для всех трёх бригад в составе дивизии. 22 августа 2006 года 7-я дивизия СВ вновь была расформирована.
После расформирования все флаги и геральдические символы дивизии были переданы в Национальный музей пехоты в гарнизоне СВ США Форт Беннинг, Джорджия.

## Награды
7-я пехотная дивизия была награждена одним вымпелом кампании в Первую мировую войну, четырьмя — во Вторую мировую войну и десятью — за время войны в Корее. Кроме того, дивизия была удостоена почётных наград от президента Филиппин (за службу на островах в 1944—1945 годах) и трижды от руководства Южной Кореи (за высадку в Инчхоне в 1950 году, за службу в Корее в 1945—1948 и 1953—1971 годах, а также участие в боевых действиях в 1950—1953 годах).

## Состав

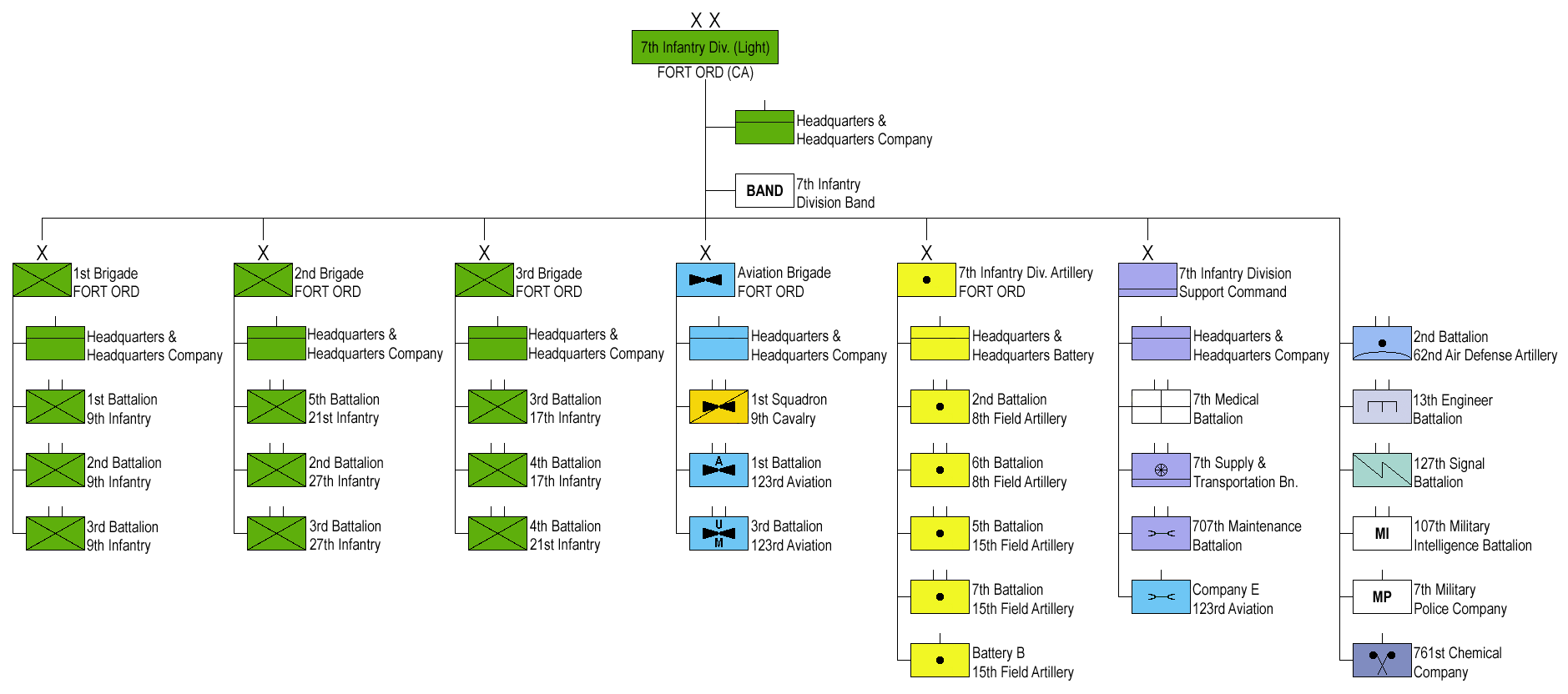
7th US Infantry Division 1989

Источник:
- Штаб и штабная рота 7-й пехотной дивизии (Headquarters and Headquarters Company, 7th Infantry Division)
- Штаб и штабная рота 1-й бригады (Headquarters and Headquarters Company, 1st Brigade)
  - 2-й батальон 9-го пехотного полка (2nd Battalion, 9th Infantry Regiment)
  - 3-й батальон 9-го пехотного полка (3rd Battalion, 9th Infantry Regiment)
  - 1-й батальон 9-го пехотного полка (1st Battalion, 9th Infantry Regiment)
- Штаб и штабная рота 2-й бригады (Headquarters and Headquarters Company, 2nd Brigade)
  - 5-й батальон 21-го пехотного полка (5th Battalion, 21st Infantry Regiment)
  - 2-й батальон 27-го пехотного полка (2nd Battalion, 27th Infantry Regiment)
  - 3-й батальон 27-го пехотного полка (3rd Battalion, 27th Infantry Regiment)
- Штаб и штабная рота 3-й бригады (Headquarters and Headquarters Company, 3rd Brigade)
  - 3-й батальон 17-го пехотного полка (3rd Battalion, 17th Infantry Regiment)
  - 4-й батальон 17-го пехотного полка (4th Battalion, 17th Infantry Regiment)
  - 4-й батальон 21-го пехотного полка (4th Battalion, 21st Infantry Regiment)
- Артиллерийские командование (Headquarters and Headquarters Battery, Division Artillery)
  - 6-й дивизион 6-го артиллерийского полка (6th Battalion, 6th Field Artillery Regiment ) (18 × 105-мм M119)
  - 2-й дивизион 8-го артиллерийского полка (2nd Battalion, 8th Field Artillery Regiment)
  - 6-й дивизион 8-го артиллерийского полка (6th Battalion, 8th Field Artillery Regiment)
  - 5-й дивизион 15-го артиллерийского полка (5th Battalion, 15th Field Artillery Regiment) (24 × 155-мм M198) (подразделение 1-го корпуса приданое 7-й дивизии)
  - 7-й дивизион 15-го артиллерийского полка (7th Battalion, 15th Field Artillery Regiment) (подразделение 1-го корпуса приданое 7-й дивизии)
- Штаб и штабная рота бригады армейской авиации (Headquarters and Headquarters Company, Aviation Brigade)
  - 2-й эскадрон 9-го кавалерийского полка (2nd Squadron, 9th Cavalry Regiment)
- Штаб и штабная рота командования тылового обеспечения (Headquarters and Headquarters Company, Division Support Command)
  - 7-й медицинский батальон (7th Medical Battalion)
  - 7-й батальон материального обеспечения и транспортировки (7th Supply & Transportation Battalion)
  - 707-й батальон технического обслуживания (707th Maintenance Battalion)
  - 2-й зенитный ракетно-артиллерийский дивизион 62-го зенитного артиллерийского полка (2nd Battalion, 62nd Air Defense Artillery Regiment)
  - 13-й инженерный батальон (13th Engineer Battalion)
  - 127-й батальон связи (127th Signal Battalion)
  - 107-й батальон военной разведки (107th Military Intelligence Battalion)
  - 7-я рота военной полиции (7th Military Police Company)

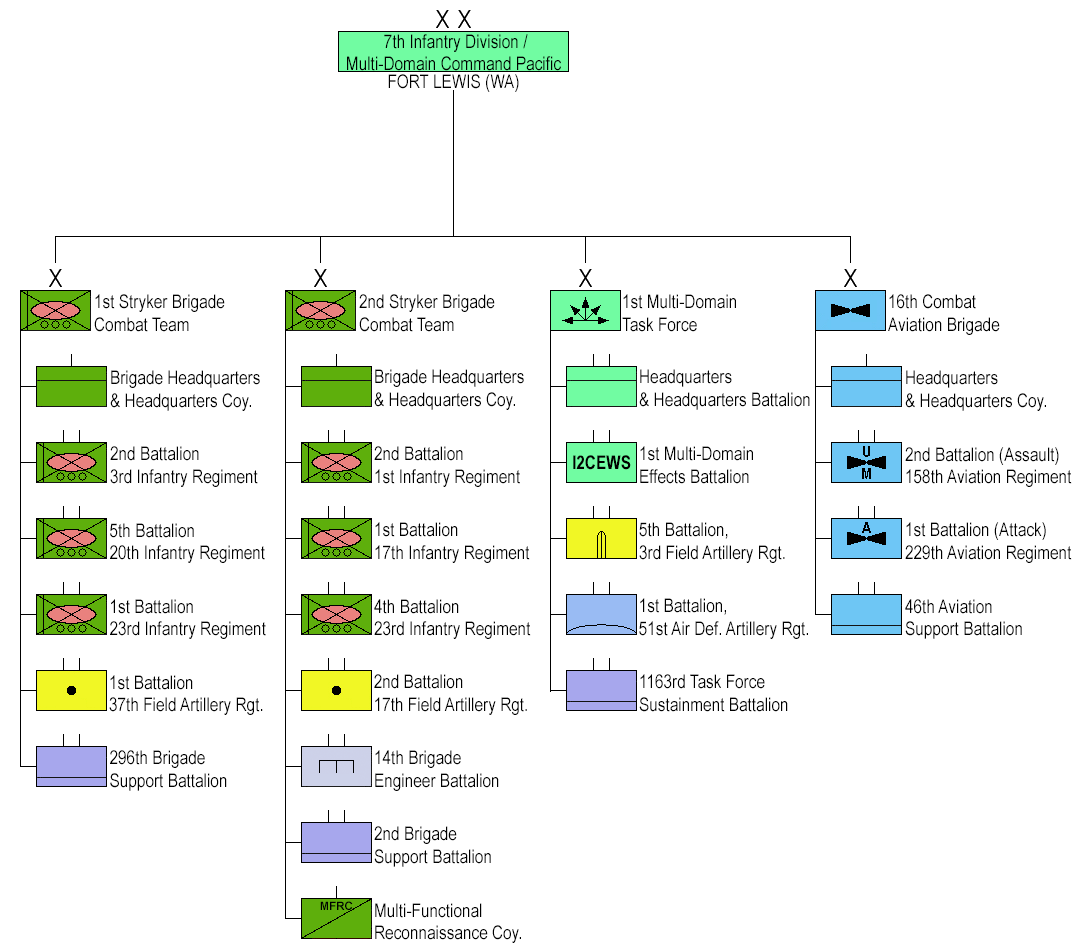
ОШС 7-й пехотной дивизии на 2023 год.

- 1-я механизированная бригада 2-й пехотной дивизии (1st Stryker Brigade Combat Team, 2nd Infantry Division)
  - Штаб и штабная рота (Headquarters and Headquarters Company)
  - 1-й эскадрон 14-го кавалерийского полка (1st Squadron, 14th Cavalry Regiment (RSTA))
  - 2-й батальон 3-го пехотного полка (2nd Battalion, 3rd Infantry Regiment (Stryker))
  - 5-й батальон 20-го пехотного полка (5th Battalion, 20th Infantry Regiment (Stryker))
  - 1-й батальон 23-го пехотного полка (1st Battalion, 23rd Infantry Regiment (Stryker))
  - 1-й дивизион 37-го артиллерийского полка (1st Battalion, 37th Field Artillery Regiment)
  - 23-й инженерный батальон (23rd Brigade Engineer Battalion)
  - 296-й батальон поддержки бригады (296th Brigade Support Battalion)
- 2-я механизированная бригада 2-й пехотной дивизии (2nd Stryker Brigade Combat Team, 2nd Infantry Division)
  - Штаб и штабная рота (Headquarters and Headquarters Company)
  - 8-й эскадрон 1-го кавалерийского полка (8th Squadron, 1st Cavalry Regiment (RSTA))
  - 2-й батальон 17-го пехотного полка (2nd Battalion, 1st Infantry Regiment (Stryker))
  - 1-й батальон 17-го пехотного полка (1st Battalion, 17th Infantry Regiment (Stryker))
  - 4-й батальон 23-го пехотного полка (4th Battalion, 23rd Infantry Regiment (Stryker))
  - 2-й дивизион 17-го артиллерийского полка (2nd Battalion, 17th Field Artillery Regiment)
  - 14-й инженерный батальон (14th Brigade Engineer Battalion)
  - 2-й батальон поддержки бригады (2nd Brigade Support Battalion)
- Артиллерийское командование (Division Artillery, 2nd Infantry Division)
  - Штаб и штабная рота (Headquarters and Headquarters Company)
- 16-я бригада армейской авиации (16th Combat Aviation Brigade)
  - Штаб и штабная рота бригады (Headquarters and Headquarters Company)
  - 4-й эскадрон (ударно-разведывательный) 6-го кавалерийского полка (4th Squadron, 6th Cavalry Regiment (Attack-Reconnaissance))
  - 1-й батальон (ударный) 229-го авиационного полка (1st Battalion, 229th Aviation Regiment (Attack))
  - 2-й батальон (штурмовый) 158-го авиационного полка (2nd Battalion, 158th Aviation Regiment (Assault))
  - 1-й батальон (общей поддержки) 52-го авиационного полка (1st Battalion, 52nd Aviation Regiment (General Support))
  - 46-й батальон тылового обеспечения (46th Aviation Support Battalion)<>

## В компьютерных играх
В компьютерной игре Half-Life 2, врагами выступают "Комбайны" (англ. Combine), у которых на форме, предплечьях нашит знак 7-й дивизии, только на жёлтом фоне.